# Тесницкая (посёлок станции)
Тесницкая — поселок станции, входящий в городской округ город Тула Тульской области в составе Зареченского территориального округа.

## География
Находится в центральной части Тульской области на расстоянии приблизительно 24 км на север-северо-запад по прямой от Московского вокзала города Тула к западу от железнодорожного остановочного пункта Тесницкое.

## История
Станция Тесницкое (ныне остановочный пункт) была открыта в 1903 году. На карте конца 1930-х годов она была отмечена уже как разъезд. До 2014 года поселок входил в состав Рождественского сельского поселения Ленинского района до их упразднения.

## Население
Постоянное население составляло 13 человек (русские 100 %) в 2002 году, 21 в 2010.